# Tord O:son Nordberg
 Tord Karl Gustaf O:son Nordberg, född 18 januari 1898 i Maria Magdalena församling, Stockholm, död där 4 januari 1980, var en svensk konsthistoriker, filosofie doktor och stadsantikvarie i Stockholm.
Nordberg var ordförande i Humanistiska föreningen vid Stockholms universitet från 1920. År 1968 fick Nordberg Samfundet S:t Eriks plakett för berömliga insatser för Stockholm. Han är gravsatt på Norra begravningsplatsen utanför Stockholm.